# 石井菊次郎

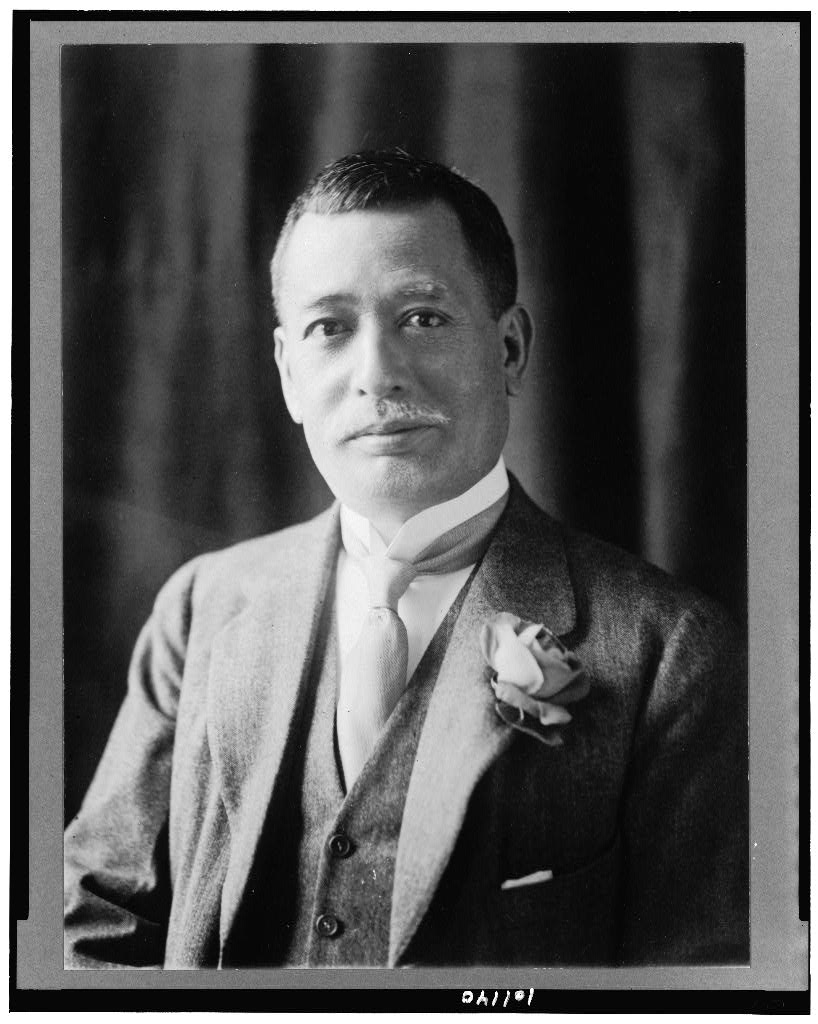
石井菊次郎

石井菊次郎（日语：石井菊次郎/いしい きくじろう，1866年4月24日—1945年5月25日），日本的政治家、外交官，子爵，曾担任外务大臣，奉行亲英美的主张。

## 生平
1866年，出生。
1890年，毕业于东京帝国大学法律系，入职外务省。
1891年，在日本驻巴黎使馆工作。
1893年，任驻法国使馆二等秘书。
1896年，任驻韩国使馆一等领事。
1897年，任驻清朝使馆二等秘书。
1898年，任驻清朝使馆一等秘书。
1900年，义和团运动，被困在北京使馆。
1908年，任内阁外交次官。
1912年，任驻法国公使。
1914年，任内阁外交大臣
1917年，签订《石井-兰辛协定》。
1918年，任驻美国公使
1920年，任国际联盟日本代表团议长。
1923年，任国联行政院院长。
1925年，任国联会员国大会副主席。
1926年，暂代国联会员国大会主席。
1929年，枢秘密顾问官
1933年，任世界经济会议代表。
1945年，东京空袭，下落不明。